# Hadravská lípa
Hadravská lípa je památný strom ve vsi Hadrava, severozápadně od Nýrska. Lípa velkolistá (Tilia platyphyllos) roste těsně u stavení čp. 16, v nadmořské výšce 450 m. Její stáří je odhadováno na 300 let, obvod jejího kmene měří 592 cm a koruna stromu dosahuje do výšky 23,5 m (měření 2000). Lípa ma mohutné kořenové náběhy, kořeny rostou po povrchu podél domu, koruna se rozvětvuje z jednoho místa, větve směřují kolmo vzhůru. Je stažená lany, v kmeni je velká centrální dutina, částečně zakrytá. Lípa je chráněna od roku 1978 pro svůj vzrůst a jako krajinná dominanta.

## Stromy v okolí
- Chudenínská lípa